# 양자역학에서의 측정
양자 물리학에서 측정(영어: measurement)은 수치적 결과를 얻기 위해 물리계를 시험하거나 조작하는 것이다. 양자 이론의 근본적인 특징은 예측이 확률적이라는 것이다. 확률을 찾는 절차는 양자 시스템을 수학적으로 설명하는 양자 상태와 그 시스템에 수행될 측정의 수학적 표현을 결합하는 것을 포함한다. 이 계산 공식은 보른 규칙으로 알려져 있다. 예를 들어, 전자와 같은 양자 입자는 공간의 각 지점에 확률 진폭이라는 복소수를 연결하는 양자 상태로 설명될 수 있다. 이 진폭에 보른 규칙을 적용하면 전자를 찾는 실험이 수행될 때 전자가 한 영역 또는 다른 영역에서 발견될 확률을 얻을 수 있다. 이것이 이론이 할 수 있는 최선이다; 전자가 어디에서 발견될지는 확실히 말할 수 없다. 동일한 양자 상태는 전자의 위치 대신 운동량을 측정하는 실험이 수행될 경우 전자가 어떻게 움직일지에 대한 예측을 하는 데도 사용될 수 있다. 불확정성 원리는 양자 상태가 무엇이든 간에 전자의 위치에 대한 예측 범위와 운동량에 대한 예측 범위가 모두 좁을 수 없음을 암시한다. 일부 양자 상태는 위치 측정 결과에 대한 거의 확실한 예측을 의미하지만, 운동량 측정 결과는 매우 예측 불가능하며 그 반대도 마찬가지이다. 또한, 자연이 벨 부등식으로 알려진 통계적 조건을 위반한다는 사실은 양자 측정 결과의 예측 불가능성이 양자 시스템 내의 "국소적 숨은 변수"에 대한 무지로 인해 설명될 수 없음을 나타낸다.
양자 시스템을 측정하는 것은 일반적으로 그 시스템을 설명하는 양자 상태를 변화시킨다. 이것은 양자역학의 핵심 특징이며, 수학적으로 복잡하고 개념적으로 미묘하다. 어떤 측정 결과가 발생할 수 있는지, 그리고 양자 상태가 어떻게 변할 수 있는지에 대한 예측을 위한 수학적 도구는 20세기 동안 개발되었으며 선형대수학과 함수해석학을 사용한다. 양자 물리학은 경험적인 성공을 거두었으며 광범위한 적용 가능성을 가지고 있음을 입증했다. 그러나 더욱 철학적 수준에서는 측정 개념의 의미에 대한 논쟁이 계속되고 있다.

## 수학적 형식론

### "관측량"으로서의 자기 수반 작용소
양자역학에서 각 물리 시스템은 힐베르트 공간과 연관되며, 그 각 요소는 물리 시스템의 가능한 상태를 나타낸다. 존 폰 노이만이 성문화한 접근 방식은 물리 시스템에 대한 측정을 해당 힐베르트 공간의 "관측량"이라고 불리는 자기 수반 작용소로 표현한다.:17 이러한 관측량은 고전 물리학에서 익숙한 측정 가능한 양, 즉 위치, 운동량, 에너지, 각운동량 등의 역할을 한다. 힐베르트 공간의 차원은 연속적인 자유도를 가진 양자 물리학을 정의하는 데 사용되는 선 위의 제곱 적분 가능 함수 공간의 경우처럼 무한할 수 있다. 또는 스핀 자유도의 경우처럼 힐베르트 공간은 유한 차원일 수 있다. 이론의 많은 처리는 관련된 수학이 다소 덜 까다롭기 때문에 유한 차원 경우에 초점을 맞춘다. 실제로 양자역학에 대한 입문 물리 교과서는 유계 및 무계 작용소 간의 구별과 같은 연속 값 관측량 및 무한 차원 힐베르트 공간에서 발생하는 수학적 기술적인 문제; 수렴 문제(수열의 극한이 힐베르트 공간 요소의 극한에도 속하는지 여부), 칸토어 집합과 같은 고유 값 집합에 대한 이국적인 가능성 등을 종종 간과한다.:79 이러한 문제는 스펙트럼 이론을 사용하여 만족스럽게 해결될 수 있다.:101 본 문서는 가능한 한 이러한 문제를 피할 것이다.

### 투영 측정
폰 노이만 관측량의 고유 벡터는 힐베르트 공간의 정규 직교 기저를 형성하며, 해당 측정의 각 가능한 결과는 기저를 구성하는 벡터 중 하나에 해당한다. 밀도 연산자는 힐베르트 공간에서 대각합이 1과 같은 양의 준정부호 연산자이다. 정의될 수 있는 각 측정에 대해, 해당 측정 결과에 대한 확률 분포는 밀도 연산자로부터 계산될 수 있다. 그렇게 하는 절차는 다음과 같이 명시하는 보른 규칙이다.
{\displaystyle P(x_{i})=\operatorname {tr} (\Pi _{i}\rho ),}
여기서 {\displaystyle \rho }는 밀도 연산자이고, {\displaystyle \Pi _{i}}는 측정 결과 {\displaystyle x_{i}}에 해당하는 기저 벡터에 대한 사영작용소이다. 보른 규칙 확률로 가중된 폰 노이만 관측량의 고유값의 평균은 해당 관측량의 기대값이다. 관측량 {\displaystyle A}에 대해 양자 상태 {\displaystyle \rho }가 주어졌을 때의 기대값은 다음과 같다.
{\displaystyle \langle A\rangle =\operatorname {tr} (A\rho ).}
랭크-1 투영인 밀도 연산자는 순수 양자 상태로 알려져 있으며, 순수하지 않은 모든 양자 상태는 혼합 상태로 지정된다. 순수 상태는 파동 함수라고도 한다. 양자 시스템에 순수 상태를 할당하는 것은 해당 시스템에 대한 특정 측정 결과에 대한 확실성을 의미한다 (즉, 특정 결과 {\displaystyle x}에 대해 {\displaystyle P(x)=1}). 어떤 혼합 상태도 순수 상태의 볼록 조합으로 작성될 수 있지만, 고유한 방식은 아니다. 양자 시스템의 상태 공간은 시스템에 할당될 수 있는 순수 및 혼합 상태의 모든 집합이다.
보른 규칙은 힐베르트 공간의 각 단위 벡터에 확률을 연결하는데, 정규 직교 기저를 구성하는 단위 벡터의 어떤 집합에 대해서도 이 확률의 합은 1이 된다. 또한, 단위 벡터에 연결된 확률은 밀도 연산자와 단위 벡터의 함수이며, 그 벡터가 내장될 기저의 선택과 같은 추가 정보의 함수가 아니다. 글리슨 정리는 그 역을 확립한다: 이러한 조건을 만족하는 단위 벡터(또는 이에 해당하는 투영 연산자)에 대한 모든 확률 할당은 특정 밀도 연산자에 보른 규칙을 적용하는 형태를 취한다.

### 일반화된 측정 (POVM)
함수해석학 및 양자 측정 이론에서, 양수-연산자-값 측도(POVM)는 힐베르트 공간에서 양수 준정부호 연산자를 값으로 가지는 측도이다. POVM은 투영 값 측도 (PVM)의 일반화이며, 따라서 POVM으로 설명되는 양자 측정은 PVM으로 설명되는 양자 측정의 일반화이다. 대략적인 비유로, POVM은 PVM에 대해 혼합 상태가 순수 상태에 대한 것과 같다. 혼합 상태는 더 큰 시스템의 하위 시스템의 상태를 지정하는 데 필요하며 (참조: 슈뢰딩거-HJW 정리), 이와 유사하게 POVM은 더 큰 시스템에서 수행된 투영 측정이 하위 시스템에 미치는 영향을 설명하는 데 필요하다. POVM은 양자역학에서 가장 일반적인 종류의 측정이며, 양자장론에서도 사용될 수 있다. 양자 정보 분야에서 광범위하게 사용된다.
가장 간단한 경우, 유한 차원 힐베르트 공간에 작용하는 유한 개의 요소를 가진 POVM은 힐베르트 공간 {\displaystyle {\mathcal {H}}}에서 양의 준정부호 행렬 {\displaystyle \{F_{i}\}}의 집합으로, 단위 행렬로 합산된다.:90
{\displaystyle \sum _{i=1}^{n}F_{i}=\operatorname {I} .}
양자역학에서 POVM 요소 {\displaystyle F_{i}}는 측정 결과 {\displaystyle i}와 연관되며, 양자 상태 {\displaystyle \rho }에서 측정할 때 이를 얻을 확률은 다음과 같다.
{\displaystyle {\text{Prob}}(i)=\operatorname {tr} (\rho F_{i})},
여기서 {\displaystyle \operatorname {tr} }은 대각합 연산자이다. 측정되는 양자 상태가 순수 상태 {\displaystyle |\psi \rangle }인 경우 이 공식은 다음과 같이 줄어든다.
{\displaystyle {\text{Prob}}(i)=\operatorname {tr} (|\psi \rangle \langle \psi |F_{i})=\langle \psi |F_{i}|\psi \rangle }.

### 측정으로 인한 상태 변화
양자 시스템에 대한 측정은 일반적으로 해당 시스템의 양자 상태 변화를 가져온다. POVM을 작성하는 것은 이러한 상태 변화 과정을 설명하는 데 필요한 완전한 정보를 제공하지 않는다.:134 이를 해결하기 위해 각 POVM 요소를 곱으로 분해하여 추가 정보를 지정한다.
{\displaystyle E_{i}=A_{i}^{\dagger }A_{i}.}
카를 크라우스의 이름을 딴 크라우스 연산자 {\displaystyle A_{i}}는 상태 변화 과정에 대한 명세를 제공한다. 이들은 반드시 자기 수반적이지는 않지만, {\displaystyle A_{i}^{\dagger }A_{i}} 곱은 자기 수반적이다. 측정을 수행했을 때 결과 {\displaystyle E_{i}}가 얻어지면, 초기 상태 {\displaystyle \rho }는 다음과 같이 업데이트된다.
{\displaystyle \rho \to \rho '={\frac {A_{i}\rho A_{i}^{\dagger }}{\mathrm {Prob} (i)}}={\frac {A_{i}\rho A_{i}^{\dagger }}{\operatorname {tr} (\rho E_{i})}}.}
중요한 특별한 경우는 게르하르트 뤼더스의 이름을 딴 뤼더스 규칙이다. POVM 자체가 PVM인 경우, 크라우스 연산자는 폰 노이만 관측량의 고유 공간에 대한 투영기로 간주될 수 있다.
{\displaystyle \rho \to \rho '={\frac {\Pi _{i}\rho \Pi _{i}}{\operatorname {tr} (\rho \Pi _{i})}}.}
초기 상태 {\displaystyle \rho }가 순수하고, 투영기 {\displaystyle \Pi _{i}}의 랭크가 1인 경우, 이들은 각각 벡터 {\displaystyle |\psi \rangle }와 {\displaystyle |i\rangle }에 대한 투영기로 작성될 수 있다. 공식은 다음과 같이 단순화된다.
{\displaystyle \rho =|\psi \rangle \langle \psi |\to \rho '={\frac {|i\rangle \langle i|\psi \rangle \langle \psi |i\rangle \langle i|}{|\langle i|\psi \rangle |^{2}}}=|i\rangle \langle i|.}
뤼더스 규칙은 역사적으로 "파동 패킷의 환원" 또는 "파동 함수 붕괴"로 알려져 있다. 순수 상태 {\displaystyle |i\rangle }는 {\displaystyle |i\rangle }를 고유 벡터로 갖는 폰 노이만 관측량에 대해 확률-1 예측을 의미한다. 양자 이론 입문서에서는 양자 측정을 빠르게 연속적으로 반복하면 두 번 모두 동일한 결과가 나타난다고 종종 표현한다. 이것은 과도한 단순화인데, 양자 측정의 물리적 구현은 광자 흡수와 같은 과정을 포함할 수 있기 때문이다. 측정 후에는 광자가 다시 측정될 수 있도록 존재하지 않는다.:91
정규화를 제외하고 모든 가능한 측정 후 POVM 상태를 합산하여 선형적이고 대각합을 보존하는 완전 양수 사상을 정의할 수 있다.
{\displaystyle \rho \to \sum _{i}A_{i}\rho A_{i}^{\dagger }.}
이는 양자 채널의 한 예이며,:150 측정이 수행되었지만 그 측정 결과가 손실된 경우 양자 상태가 어떻게 변하는지 표현하는 것으로 해석될 수 있다.:159

### 예시

명확한 양자 상태 구별을 위한 상태 (파란색) 및 최적 POVM (빨간색)의 블로흐 구면 표현
와 상태에서. 블로흐 구면에서 직교 상태는 반평행임을 주목하라.

유한 차원 힐베르트 공간의 전형적인 예는 2차원 힐베르트 공간을 갖는 양자 시스템인 큐비트이다. 큐비트의 순수 상태는 두 개의 직교 기저 상태 {\displaystyle |0\rangle }와 {\displaystyle |1\rangle }의 선형 결합으로 복소 계수를 사용하여 작성될 수 있다.
{\displaystyle |\psi \rangle =\alpha |0\rangle +\beta |1\rangle }
{\displaystyle (|0\rangle ,|1\rangle )} 기저에서 측정은 {\displaystyle |\alpha |^{2}} 확률로 {\displaystyle |0\rangle } 결과를 산출하고 {\displaystyle |\beta |^{2}} 확률로 {\displaystyle |1\rangle } 결과를 산출하므로, 정규화에 의해 다음이 성립한다.
{\displaystyle |\alpha |^{2}+|\beta |^{2}=1.}
큐비트의 임의 상태는 {\displaystyle 2\times 2} 자기 수반 행렬의 기저를 제공하는 파울리 행렬의 선형 결합으로 작성될 수 있다.:126
{\displaystyle \rho ={\tfrac {1}{2}}\left(I+r_{x}\sigma _{x}+r_{y}\sigma _{y}+r_{z}\sigma _{z}\right),}
여기서 실수 {\displaystyle (r_{x},r_{y},r_{z})}는 단위구 내의 한 점의 좌표이며 다음이 성립한다.
{\displaystyle \sigma _{x}={\begin{pmatrix}0&1\\1&0\end{pmatrix}},\quad \sigma _{y}={\begin{pmatrix}0&-i\\i&0\end{pmatrix}},\quad \sigma _{z}={\begin{pmatrix}1&0\\0&-1\end{pmatrix}}.}
POVM 요소도 마찬가지로 표현될 수 있지만, POVM 요소의 대각합은 1로 고정되지 않는다. 파울리 행렬은 힐베르트-슈미트 내적에 대해 대각합이 0이고 서로 직교하며, 따라서 상태 {\displaystyle \rho }의 좌표 {\displaystyle (r_{x},r_{y},r_{z})}는 파울리 행렬로 정의된 세 가지 폰 노이만 측정의 기대값이다.:126 이러한 측정이 큐비트에 적용되면, 뤼더스 규칙에 따라 상태는 측정 결과에 해당하는 해당 파울리 행렬의 고유 벡터로 업데이트된다. {\displaystyle \sigma _{z}}의 고유 벡터는 기저 상태 {\displaystyle |0\rangle }와 {\displaystyle |1\rangle }이며, {\displaystyle \sigma _{z}}의 측정은 종종 "계산 기저"에서의 측정이라고 불린다.:76 계산 기저에서 측정 후, {\displaystyle \sigma _{x}} 또는 {\displaystyle \sigma _{y}} 측정 결과는 최대 불확실성을 갖는다.
한 쌍의 큐비트는 함께 4차원 힐베르트 공간을 형성하는 시스템이다. 이 시스템에 대한 중요한 폰 노이만 측정 중 하나는 네 가지 최대로 얽힌 상태의 집합인 벨 기저에 의해 정의되는 측정이다.:36
{\displaystyle {\begin{aligned}|\Phi ^{+}\rangle &={\frac {1}{\sqrt {2}}}(|0\rangle _{A}\otimes |0\rangle _{B}+|1\rangle _{A}\otimes |1\rangle _{B})\\|\Phi ^{-}\rangle &={\frac {1}{\sqrt {2}}}(|0\rangle _{A}\otimes |0\rangle _{B}-|1\rangle _{A}\otimes |1\rangle _{B})\\|\Psi ^{+}\rangle &={\frac {1}{\sqrt {2}}}(|0\rangle _{A}\otimes |1\rangle _{B}+|1\rangle _{A}\otimes |0\rangle _{B})\\|\Psi ^{-}\rangle &={\frac {1}{\sqrt {2}}}(|0\rangle _{A}\otimes |1\rangle _{B}-|1\rangle _{A}\otimes |0\rangle _{B})\end{aligned}}}

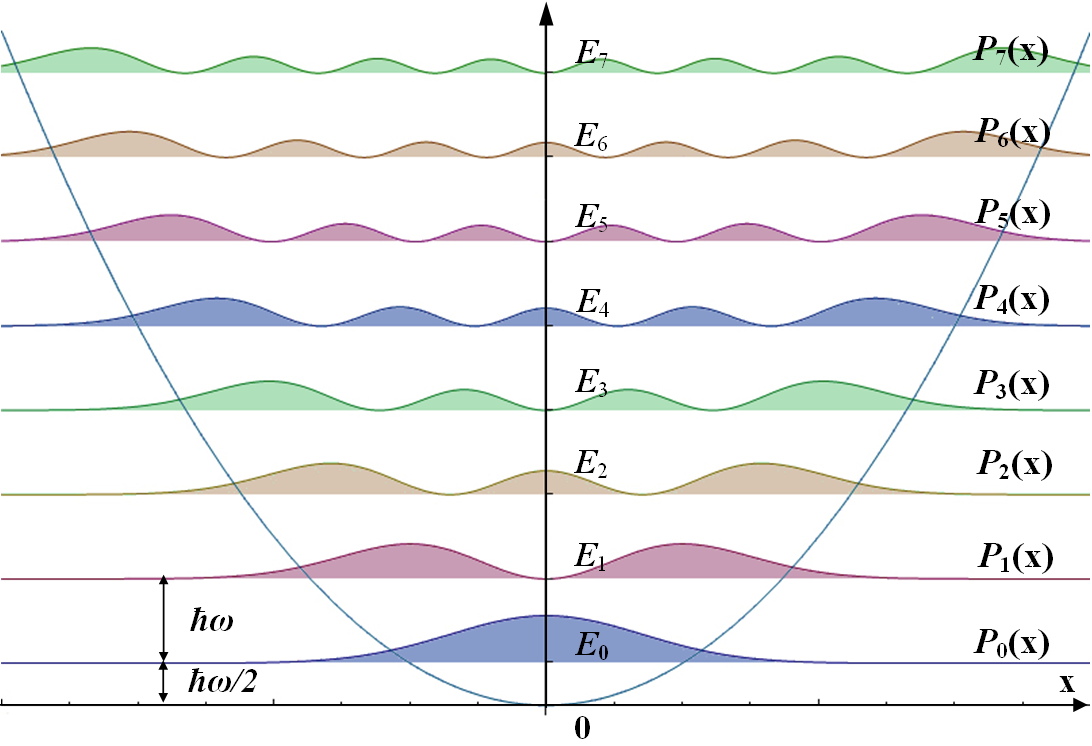
1D 조화 진동자의 에너지 고유상태 가 주어졌을 때 위치 측정 결과에 대한 확률 밀도

연속적인 자유도에 적용된 양자역학의 일반적이고 유용한 예는 양자 조화 진동자이다.:24 이 시스템은 해밀토니언에 의해 정의된다.
{\displaystyle {H}={\frac {{p}^{2}}{2m}}+{\frac {1}{2}}m\omega ^{2}{x}^{2},}
여기서 {\displaystyle {H}}, 운동량 연산자 {\displaystyle {p}} 및 위치 연산자 {\displaystyle {x}}는 실직선 상의 제곱 적분 가능한 함수 힐베르트 공간의 자기 수반 연산자이다. 에너지 고유 상태는 시간 독립적인 슈뢰딩거 방정식을 만족한다.
{\displaystyle {H}|n\rangle =E_{n}|n\rangle .}
이러한 고유값은 다음으로 주어짐을 보일 수 있다.
{\displaystyle E_{n}=\hbar \omega \left(n+{\tfrac {1}{2}}\right),}
이 값들은 진동자에 대한 에너지 측정의 가능한 수치 결과를 제공한다. 조화 진동자에 대한 위치 측정의 가능한 결과 집합은 연속적이므로, 예측은 {\displaystyle x}에서 {\displaystyle x+dx}까지의 미소 구간에 측정 결과가 놓일 확률을 제공하는 확률 밀도 함수 {\displaystyle P(x)}로 표현된다.

## 측정 개념의 역사

### “옛 양자 이론”
옛 양자 이론은 현대 양자역학 이전에 1900년에서 1925년까지의 결과 모음이다. 이 이론은 결코 완전하거나 자체 일관적이지 않았으며, 오히려 고전역학에 대한 휴리스틱 수정 집합이었다. 이 이론은 현재 현대 양자역학에 대한 준고전적 근사로 이해된다. 이 시기의 주목할 만한 결과로는 플랑크의 흑체 복사 스펙트럼 계산, 아인슈타인의 광전 효과 설명, 아인슈타인과 디바이의 고체 비열에 대한 연구, 보어와 판 레우엔의 증명에 따르면 고전 물리학으로는 반자성을 설명할 수 없다는 것, 보어의 수소 원자 모델, 아르놀트 조머펠트의 보어 모형을 확장하여 상대론적 효과를 포함한 것 등이 있다.

슈테른-게를라흐 실험: 비균일 자기장을 통과하는 은 원자가 스핀에 따라 위나 아래로 편향된다; (1) 용광로, (2) 은 원자빔, (3) 비균일 자기장, (4) 고전적으로 예상되는 결과, (5) 관측된 결과.

1921년에 제안되어 1922년에 구현된 슈테른-게를라흐 실험은 가능한 결과가 이산적인 집합을 갖는 양자 측정의 전형적인 예가 되었다. 원래 실험에서는 은 원자를 공간적으로 변화하는 자기장을 통해 보내면, 자기장이 원자를 검출기 화면(예: 유리 슬라이드)에 충돌하기 전에 편향시켰다. 0이 아닌 자기 모멘트를 가진 입자는 자기장 기울기 때문에 직선 경로에서 편향된다. 화면은 입자의 양자화된 스핀으로 인해 연속적인 분포가 아닌 이산적인 축적 지점을 보여준다.

### “새로운” 양자 이론으로의 전환
1925년에 하이젠베르크가 발표한, 영어로는 "운동학적 및 역학적 관계의 양자 이론적 재해석"으로 알려진 논문은 양자 물리학의 성숙에 중요한 전환점이 되었다. 하이젠베르크는 "관측 가능한" 양에만 의존하는 원자 현상 이론을 개발하고자 했다. 당시에는 나중에 표준적으로 제시되는 양자역학과는 달리, 하이젠베르크는 원자 내에 속박된 전자의 위치를 "관측 가능"하다고 여기지 않았다. 대신 그의 주요 관심 대상은 원자가 방출하거나 흡수하는 빛의 주파수였다.
불확정성 원리는 이 시기에 시작되었다. 이는 하이젠베르크에게 자주 귀속되는데, 그는 전자의 위치와 운동량을 동시에 측정하려는 사고실험을 분석하면서 이 개념을 도입했다. 그러나 하이젠베르크는 이러한 측정의 "불확실성"이 무엇을 의미하는지에 대한 정확한 수학적 정의를 제시하지 않았다. 위치-운동량 불확정성 원리의 정확한 수학적 진술은 케나드, 파울리, 그리고 바일에 의해 이루어졌으며, 임의의 비가환 관측량 쌍에 대한 일반화는 로버트슨과 슈뢰딩거에 의해 이루어졌다.
위치와 운동량을 각각 나타내는 자기 수반 연산자 {\displaystyle {x}}와 {\displaystyle {p}}에 대해, 위치의 표준 편차는 다음과 같이 정의할 수 있다.
{\displaystyle \sigma _{x}={\sqrt {\langle {x}^{2}\rangle -\langle {x}\rangle ^{2}}},}
운동량에 대해서도 마찬가지이다.
{\displaystyle \sigma _{p}={\sqrt {\langle {p}^{2}\rangle -\langle {p}\rangle ^{2}}}.}
케나드-파울리-바일 불확정성 관계는 다음과 같다.
{\displaystyle \sigma _{x}\sigma _{p}\geq {\frac {\hbar }{2}}.}
이 부등식은 어떤 양자 입자의 준비도 위치 측정과 운동량 측정에 대한 동시에 정밀한 예측을 의미할 수 없다는 것을 의미한다. 로버트슨 부등식은 이를 임의의 자기 수반 연산자 쌍 {\displaystyle A}와 {\displaystyle B}의 경우로 일반화한다. 이 두 연산자의 교환자는 다음과 같다.
{\displaystyle [A,B]=AB-BA,}
이는 표준 편차 곱에 대한 하한을 제공한다.
{\displaystyle \sigma _{A}\sigma _{B}\geq \left|{\frac {1}{2i}}\langle [A,B]\rangle \right|={\frac {1}{2}}\left|\langle [A,B]\rangle \right|.}
1925년 막스 보른이 처음 가정했던 정준 교환 관계 {\displaystyle [{x},{p}]=i\hbar }를 대입하면 불확정성 원리의 케나드-파울리-바일 진술이 복원된다.

### 불확실성에서 숨은 변수 없음으로
불확정성 원리의 존재는 자연스럽게 양자역학이 더 정확한 이론의 근사치로 이해될 수 있는지에 대한 의문을 제기한다. 양자 이론 자체에서 다루는 양보다 더 근본적인 "숨은 변수"가 존재하여, 이를 알면 양자 이론이 제공할 수 있는 것보다 더 정확한 예측이 가능할까? 벨의 정리를 포함한 일련의 결과들은 광범위한 숨은 변수 이론이 실제로 양자 물리학과 양립할 수 없음을 입증했다.
벨은 1964년에 자신의 이름으로 알려진 정리를 발표했는데, 이는 1935년 아인슈타인, 포돌스키, 로젠이 처음 제안한 사고 실험을 더 깊이 탐구한 것이다. 벨의 정리에 따르면, 만약 자연이 어떤 국소적 숨은 변수 이론에 따라 실제로 작동한다면, 벨 테스트의 결과는 특정한 정량화 가능한 방식으로 제한될 것이다. 만약 벨 테스트가 실험실에서 수행되었고 그 결과가 이렇게 제한되지 않는다면, 이는 국소적 숨은 변수가 존재한다는 가설과 모순된다. 이러한 결과는 고전물리학의 규칙과 더 일치하는 자연에 대한 더 근본적인 설명으로 양자역학 현상을 설명할 방법이 없다는 입장을 지지할 것이다. 많은 유형의 벨 테스트가 물리학 실험실에서 수행되었는데, 종종 이전 벨 테스트 결과의 유효성에 원칙적으로 영향을 미칠 수 있는 실험 설계 또는 설정 문제를 개선하는 것을 목표로 했다. 이를 "벨 테스트의 허점 닫기"라고 한다. 현재까지 벨 테스트는 국소적 숨은 변수 가설이 물리 시스템의 행동 방식과 일치하지 않는다는 것을 발견했다.

### 측정 장치로서의 양자 시스템
로버트슨-슈뢰딩거 불확정성 원리는 두 관측량이 서로 교환하지 않을 때, 그들 사이의 예측 가능성에서 상충 관계가 있음을 확립한다. 위그너-아라키-야나세 정리는 비가환성의 또 다른 결과를 보여준다: 보존 법칙의 존재는 보존량과 교환하지 않는 관측량을 측정할 수 있는 정확도를 제한한다. 이 연구 라인에 대한 추가 조사는 위그너-야나세 비대칭 정보의 공식화로 이어졌다.
역사적으로 양자 물리학 실험은 종종 반고전적 용어로 기술되어 왔다. 예를 들어, 슈테른-게를라흐 실험에서 원자의 스핀은 양자 자유도로 취급될 수 있지만, 원자는 맥스웰 방정식의 고전 이론으로 기술되는 자기장을 통해 움직이는 것으로 간주된다.:24 그러나 실험 장치를 구성하는 장치 자체도 물리 시스템이므로 양자역학이 이들에게도 적용 가능해야 한다. 1950년대부터 로젠펠트, 폰 바이츠제커 등은 양자역학 시스템이 언제 측정 장치로 취급될 수 있는지 표현하는 일관성 조건을 개발하려고 시도했다. 측정 장치의 일부로 사용되는 시스템이 반고전적으로 모델링될 수 있는지에 대한 기준에 대한 한 제안은 위그너 함수, 즉 양의 값을 갖는 경우 위상 공간의 확률 분포로 취급될 수 있는 준확률 분포인 위그너 함수에 의존한다.:375

### 결어긋남
불완전하게 고립된 시스템에 대한 양자 상태는 일반적으로 환경의 양자 상태와 얽히게 진화한다. 결과적으로, 시스템의 초기 상태가 순수하더라도, 나중에 공동 시스템-환경 상태의 부분 대각합을 취하여 찾은 상태는 혼합 상태가 될 것이다. 이러한 시스템-환경 상호작용으로 생성된 얽힘 현상은 시스템이 원칙적으로 나타낼 수 있는 양자역학의 더 이국적인 특징을 모호하게 만드는 경향이 있다. 이러한 효과로 알려진 양자 결어긋남은 1970년대에 처음 자세히 연구되었다. (고전 물리학이 양자역학의 한계로서 어떻게 얻어질 수 있는지에 대한 이전 연구들은 불완전하게 고립된 시스템의 주제를 탐구했지만, 얽힘의 역할은 완전히 인식되지 않았다.) 양자 컴퓨팅과 관련된 노력의 상당 부분은 결어긋남의 해로운 효과를 피하는 것이다.:239
설명하자면, {\displaystyle \rho _{S}}는 시스템의 초기 상태를, {\displaystyle \rho _{E}}는 환경의 초기 상태를, {\displaystyle H}는 시스템-환경 상호작용을 지정하는 해밀토니언을 나타낸다고 하자. 밀도 연산자 {\displaystyle \rho _{E}}는 대각화될 수 있으며 그 고유 벡터에 대한 투영 연산자의 선형 결합으로 쓰여질 수 있다.
{\displaystyle \rho _{E}=\sum _{i}p_{i}|\psi _{i}\rangle \langle \psi _{i}|.}
지속 시간 {\displaystyle t} 동안의 시간 진화를 유니타리 연산자 {\displaystyle U=e^{-iHt/\hbar }}로 표현하면, 이 진화 후 시스템의 상태는 다음과 같다.
{\displaystyle \rho _{S}'={\rm {tr}}_{E}U\left[\rho _{S}\otimes \left(\sum _{i}p_{i}|\psi _{i}\rangle \langle \psi _{i}|\right)\right]U^{\dagger },}
이는 다음과 같이 평가된다.
{\displaystyle \rho _{S}'=\sum _{ij}{\sqrt {p_{i}}}\langle \psi _{j}|U|\psi _{i}\rangle \rho _{S}{\sqrt {p_{i}}}\langle \psi _{i}|U^{\dagger }|\psi _{j}\rangle .}
{\displaystyle \rho _{S}}를 둘러싼 양들은 크라우스 연산자로 식별될 수 있으며, 따라서 이는 양자 채널을 정의한다.
시스템과 환경 간의 상호작용 형태를 지정하면 "포인터 상태" 집합을 설정할 수 있다. 이 상태는 환경 변동에 대해 (대략적으로) 전체 위상 요인을 제외하고 안정적인 시스템 상태이다. 포인터 상태 집합은 시스템 힐베르트 공간에 대한 선호되는 정규 직교 기저를 정의한다.:423

## 양자 정보 및 계산
양자정보과학은 정보과학과 그것이 기술로서 적용되는 방식이 양자역학 현상에 어떻게 의존하는지를 연구한다. 양자 물리학에서 측정을 이해하는 것은 이 분야에 여러 가지 방식으로 중요하며, 그 중 일부는 여기에 간략하게 소개된다.

### 측정, 엔트로피 및 구별성
폰 노이만 엔트로피는 양자 상태로 나타나는 통계적 불확실성의 척도이다. 밀도 행렬 {\displaystyle \rho }에 대해 폰 노이만 엔트로피는 다음과 같다.
{\displaystyle S(\rho )=-{\rm {tr}}(\rho \log \rho );}
{\displaystyle \rho }를 그 고유 벡터의 기저로 작성하면,
{\displaystyle \rho =\sum _{i}\lambda _{i}|i\rangle \langle i|,}
폰 노이만 엔트로피는 다음과 같다.
{\displaystyle S(\rho )=-\sum _{i}\lambda _{i}\log \lambda _{i}.}
이는 확률 분포로 해석되는 고유값 집합의 섀넌 엔트로피이며, 따라서 폰 노이만 엔트로피는 {\displaystyle \rho }의 고유기저에서 측정하여 정의된 확률 변수의 섀넌 엔트로피이다. 결과적으로, {\displaystyle \rho }가 순수일 때 폰 노이만 엔트로피는 0이 된다.:320 {\displaystyle \rho }의 폰 노이만 엔트로피는 양자 상태 {\displaystyle \rho }가 주어졌을 때 측정에 대한 최소 섀넌 엔트로피로 동등하게 특성화될 수 있으며, 이는 랭크-1 요소를 가진 모든 POVM에 대한 최소화이다.:323
양자 정보 이론에서 사용되는 다른 많은 양들도 측정 측면에서 동기 부여와 정당화를 찾는다. 예를 들어, 양자 상태 간의 트레이스 거리는 해당 두 양자 상태가 측정 결과에 대해 의미할 수 있는 가장 큰 확률 차이와 같다.:254
{\displaystyle {\frac {1}{2}}||\rho -\sigma ||=\max _{0\leq E\leq I}[{\rm {tr}}(E\rho )-{\rm {tr}}(E\sigma )].}
마찬가지로, 다음과 같이 정의되는 두 양자 상태의 충실도는
{\displaystyle F(\rho ,\sigma )=\left(\operatorname {Tr} {\sqrt {{\sqrt {\rho }}\sigma {\sqrt {\rho }}}}\right)^{2},}
한 상태가 다른 상태의 성공적인 준비를 식별하기 위한 테스트를 통과할 확률을 표현한다. 트레이스 거리는 푸크스-판 데르 흐라프 부등식을 통해 충실도에 대한 경계를 제공한다.:274
{\displaystyle 1-{\sqrt {F(\rho ,\sigma )}}\leq {\frac {1}{2}}||\rho -\sigma ||\leq {\sqrt {1-F(\rho ,\sigma )}}.}

### 양자 회로

측정의 회로 표현. 왼쪽의 단일 선은 큐비트를 나타내고, 오른쪽의 두 선은 고전적 비트를 나타낸다.

양자 회로는 계산이 양자 게이트 시퀀스와 측정으로 이어지는 양자 컴퓨팅을 위한 모델이다.:93 게이트는 n-비트 레지스터의 양자역학적 아날로그에 대한 가역 변환이다. 이 유사한 구조는 n-큐비트 레지스터라고 불린다. 회로도에 양식화된 포인터 다이얼로 그려진 측정은 계산 단계가 실행된 후 양자 컴퓨터에서 결과가 어디서 어떻게 얻어지는지 나타낸다. 일반성을 잃지 않고, 표준 회로 모델을 사용할 수 있으며, 여기서는 게이트 집합이 단일 큐비트 유니타리 변환과 큐비트 쌍에 대한 제어-NOT 게이트이며, 모든 측정은 계산 기저에서 이루어진다.:93

### 측정 기반 양자 컴퓨팅
측정 기반 양자 컴퓨팅(MBQC)은 질문에 대한 답이 비공식적으로 말하면 컴퓨터 역할을 하는 물리 시스템을 측정하는 행위에서 생성되는 양자 컴퓨팅 모델이다.:317

### 양자 단층 촬영
양자 상태 단층 촬영은 양자 측정 결과를 나타내는 데이터 세트가 주어졌을 때, 해당 측정 결과와 일치하는 양자 상태를 계산하는 과정이다. 이는 단층 촬영과 유사하여 명명되었는데, CT 스캔에서와 같이 슬라이스를 통해 3차원 이미지를 재구성하는 것을 의미한다. 양자 상태의 단층 촬영은 양자 채널의 단층 촬영 및 심지어 측정의 단층 촬영으로도 확장될 수 있다.

### 양자 계측학
양자 계측학은 양자 물리학을 이용하여 일반적으로 고전 물리학에서 의미를 가졌던 양들을 측정하는 데 도움을 주는 분야로, 예를 들어 양자 효과를 활용하여 길이를 측정하는 정밀도를 높이는 것이다. 유명한 예로는 LIGO 실험에 압착 광을 도입하여 중력파에 대한 감도를 높인 것이다.

## 실험실 구현
양자 측정의 수학이 적용될 수 있는 물리적 절차의 범위는 매우 넓다. 이 주제의 초기에는 실험실 절차에 스펙트럼 선 기록, 사진 필름의 어두워짐, 섬광 관찰, 안개 상자의 트랙 찾기, 가이거 계수기에서 나는 딸깍 소리 듣기 등이 포함되었다. 이 시대의 언어는 추상적인 측정 결과를 "검출기 딸깍 소리"로 묘사하는 것과 같이 지속된다.
이중슬릿 실험은 양자 간섭의 전형적인 예시로, 일반적으로 전자나 광자를 사용하여 설명된다. 광자 행동의 파동적 측면과 입자적 측면이 모두 중요한 영역에서 수행된 최초의 간섭 실험은 1909년 G. I. Taylor의 실험이었다. 테일러는 장치를 통과하는 빛을 감쇠시키기 위해 훈제 유리 스크린을 사용했는데, 현대적인 용어로 말하면 한 번에 한 광자만 간섭계 슬릿을 비추도록 했다. 그는 사진 건판에 간섭 패턴을 기록했는데, 가장 희미한 빛의 경우 노출 시간이 약 3개월이 필요했다. 1974년 이탈리아 물리학자 피에르 지오르지오 메를리, 잔 프랑코 미시롤리, 줄리오 포치는 단일 전자를 사용하여 브라운관으로 이중슬릿 실험을 구현했다. 25년 후, 빈 대학교 팀은 버키볼을 이용한 간섭 실험을 수행했는데, 간섭계를 통과한 버키볼은 레이저에 의해 이온화되고, 이온은 다시 전자의 방출을 유도했으며, 이 방출은 전자증배관에 의해 증폭되고 감지되었다.
현대 양자 광학 실험에서는 단일 광자 검출기를 사용할 수 있다. 예를 들어, 2018년 "BIG Bell test"에서는 여러 실험실 설정에서 단일광자 검출소자를 사용했다. 다른 실험실 설정에서는 초전도 큐비트를 사용했다. 초전도 큐비트에 대한 측정을 수행하는 표준 방법은 큐비트를 공진기와 결합하여 공진기의 특성 주파수가 큐비트의 상태에 따라 이동하고, 프로브 신호에 대한 공진기의 반응을 관찰하여 이 이동을 감지하는 것이다.

## 양자역학의 해석

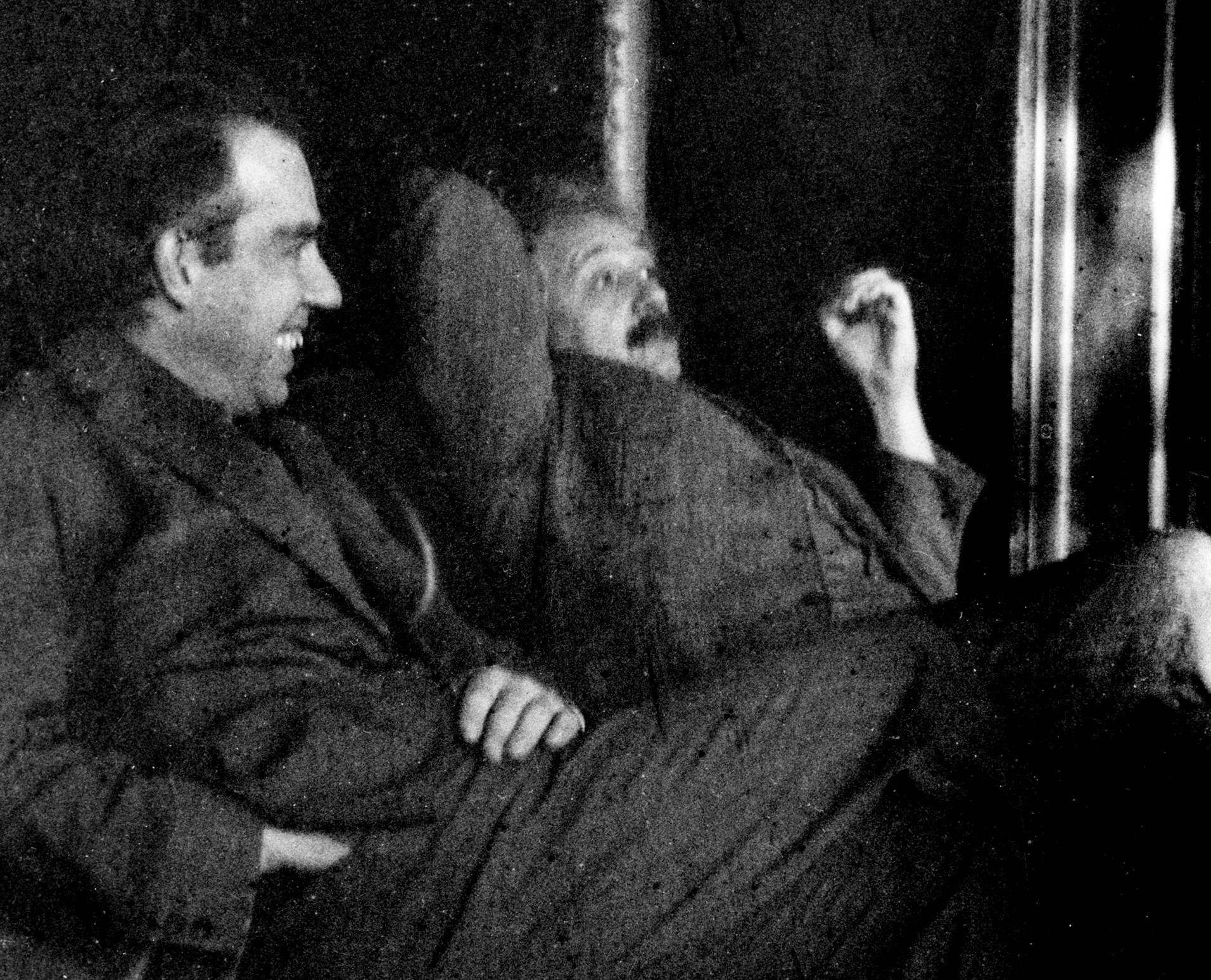
닐스 보어와 알베르트 아인슈타인이 레이던의 파울 에렌페스트 자택(1925년 12월)에서 찍은 사진으로, 양자역학이 현실의 본질에 대해 무엇을 의미하는지에 대한 오랜 기간의 우호적인 논쟁을 벌였다.

과학자들 사이에 양자 물리학이 실제로 성공적인 이론이라는 합의에도 불구하고, 더 철학적인 수준에서는 이견이 지속된다. 양자 기초로 알려진 분야의 많은 논쟁은 양자역학에서 측정의 역할에 관한 것이다. 반복되는 질문에는 확률 이론 해석 중 어떤 것이 보른 규칙으로 계산된 확률에 가장 적합한지, 그리고 양자 측정 결과의 명백한 무작위성이 근본적인 것인지, 아니면 더 깊은 결정론적 과정의 결과인지 등이 포함된다. 이러한 질문에 대한 답을 제시하는 세계관을 양자역학의 "해석"이라고 부른다; 물리학자 N. 데이비드 머민이 한때 농담으로 말했듯이, "새로운 해석은 매년 나타난다. 사라지는 해석은 결코 없다."
양자 기초 내의 주요 관심사는 "양자 측정 문제"이지만, 이 문제가 어떻게 한정되는지, 그리고 하나의 질문으로 간주되어야 하는지 아니면 여러 개의 별개의 문제로 간주되어야 하는지는 논쟁의 여지가 있는 주제이다. 주요 관심사는 겉보기에는 별개의 시간 진화 유형 간의 명백한 불일치이다. 폰 노이만은 양자역학에 "근본적으로 다른 두 가지 유형"의 양자 상태 변화가 포함되어 있다고 선언했다.:§V.1 첫째는 측정 과정을 포함하는 변화이고, 둘째는 측정이 없는 유니타리 시간 진화이다. 전자는 확률적이고 불연속적이며, 후자는 결정론적이고 연속적이라고 폰 노이만은 썼다. 이 이분법은 이후 많은 논쟁의 분위기를 형성했다. 일부 양자역학 해석은 두 가지 다른 유형의 시간 진화에 의존하는 것을 불쾌하게 여기고, 언제 어느 것을 호출해야 할지에 대한 모호성을 양자 이론이 역사적으로 제시된 방식의 결함으로 간주한다. 이러한 해석을 지지하기 위해 그 지지자들은 "측정"을 부차적인 개념으로 간주하고 측정 과정의 겉보기 확률적 효과를 더 근본적인 결정론적 동역학에 대한 근사치로 추론하는 방법을 개발하려고 노력했다. 그러나 이 프로그램을 구현하는 올바른 방법, 특히 보른 규칙을 사용하여 확률을 계산하는 방법을 정당화하는 방법에 대해서는 지지자들 사이에 합의가 이루어지지 않았다. 다른 해석들은 양자 상태를 양자 시스템에 대한 통계적 정보로 간주하여, 양자 상태의 급격하고 불연속적인 변화가 문제가 되지 않고, 단지 이용 가능한 정보의 업데이트를 반영한다고 주장한다. 이 사고방식에 대해 벨은 "누구의 정보? 무엇에 대한 정보?"라고 물었다. 이 질문에 대한 답은 정보 지향적 해석의 지지자들마다 다르다.

## 같이 보기
- 아인슈타인의 사고 실험
- 홀레보 정리
- 양자 오류 정정
- 양자 한계
- 양자 논리
- 양자 제논 효과
- 슈뢰딩거의 고양이
- SIC-POVM

## 내용주
1. ↑  Hellwig와 Kraus[11][12]는 원래 두 개의 지표를 가진 연산자 {\displaystyle A_{ij}}를 도입했으며, {\displaystyle \textstyle \sum _{j}A_{ij}A_{ij}^{\dagger }=E_{i}}를 만족한다. 추가 지표는 측정 결과 확률 계산에 영향을 미치지 않지만, 상태 업데이트 규칙에서 역할을 하며, 측정 후 상태는 이제 {\displaystyle \textstyle \sum _{j}A_{ij}^{\dagger }\rho A_{ij}}에 비례한다. 이는 {\displaystyle \textstyle E_{i}}를 더 미세한 POVM의 여러 결과의 코스 그레이닝으로 간주할 수 있다.[13][14][15] 두 개의 지표를 가진 크라우스 연산자는 시스템-환경 상호작용의 일반화된 모델에서도 발생한다.[9]:364
2. ↑  슈테른-게를라흐 실험에 사용된 유리판은 슈테른이 숨을 쉬면서 우연히 값싼 시가의 황에 노출시키기 전까지는 제대로 어두워지지 않았다.[30][55]

## 더 읽어보기
- Wheeler, John A.; Zurek, Wojciech H., 편집. (1983). 《Quantum Theory and Measurement》. Princeton University Press. ISBN 978-0-691-08316-2.
- Braginsky, Vladimir B.; Khalili, Farid Ya. (1992). 《Quantum Measurement》. Cambridge University Press. ISBN 978-0-521-41928-4.
- Greenstein, George S.; Zajonc, Arthur G. (2006). 《The Quantum Challenge: Modern Research On The Foundations Of Quantum Mechanics》 2판. ISBN 978-0763724702.
- Alter, Orly; Yamamoto, Yoshihisa (2001). 《Quantum Measurement of a Single System》. New York: Wiley. doi:10.1002/9783527617128. ISBN 9780471283089.
- Jordan, Andrew N.; Siddiqi, Irfan A. (2024). 《Quantum Measurement: Theory and Practice》. Cambridge University Press. ISBN 978-1009100069.